# Nepenthes ephippiata
Nepenthes ephippiata is een vleesetende bekerplant uit de familie Nepenthaceae. De soort is endemisch op Borneo. Hier is hij aangetroffen in de Hose-bergen in Centraal-Sarawak en op de bergen Raya en Bukit Lesung in Kalimantan.
Benedictus Hubertus Danser beschreef Nepenthes ephippiata in 1928 in zijn monografie The Nepenthaceae of the Netherlands Indies. Hij baseerde zijn beschrijving op een gedeelte van de stengel en een vruchtdragende bloeiwijze. De soortaanduiding is afgeleid van ephippium, wat Latijn is voor 'zadelkleed'.
Er zijn geen natuurlijke hybriden van Nepenthes ephippiata beschreven. Hij is nauw verwant aan N. lowii.
... · 
N. alata · 
N. albomarginata · 
N. ampullaria · 
N. argentii · 
N. aristolochioides · 
N. attenboroughii · 
N. bicalcarata · 
N. bokorensis · 
N. bongso · 
N. boschiana · 
N. burkei · 
N. campanulata · 
N. chaniana · 
N. danseri · 
N. deaniana · 
N. densiflora · 
N. diatas · 
N. distillatoria · 
N. edwardsiana · 
N. ephippiata · 
N. gracilis · 
N. gymnamphora · 
N. hirsuta · 
N. inermis · 
N. insignis · 
N. jamban · 
N. khasiana · 
N. lamii · 
N. leyte · 
N. lingulata · 
N. lowii · 
N. macfarlanei · 
N. macrophylla · 
N. madagascariensis · 
N. masoalensis · 
N. maxima · 
N. mirabilis · 
N. monticola · 
N. northiana · 
N. ovata · 
N. peltata · 
N. pervillei · 
N. pitopangii · 
N. rafflesiana · 
N. rajah ·
N. rhombicaulis · 
N. rosea ·
N. sanguinea · 
N. sibuyanensis · 
N. spathulata · 
N. tenax · 
N. tenuis · 
N. veitchii ·
N. ventricosa ·
N. vieillardii ·
N. villosa · 
...